# (30234) 2000 GD167
2000 جي دي 167 (ويعرف أيضًا باسم (30234) 2000 جي دي 167 وفق تسمية الكوكب الصغير) (بالإنجليزية: 2000 GD167)‏ هو كويكب ضمن حزام الكويكبات؛ وترتيبه 30234 من حيث الاكتشاف.
اكتُشف هذا الجُرم الفلكي بواسطة مرصد لويل للبحث عن الأجرام القريبة من الأرض في 4 أبريل 2000.

## وصلات خارجية
- (30234) 2000 GD167 في قاعدة بيانات مختبر الدفع النفاث لأجرام النظام الشمسي الصغيرة

- الاكتشاف · مخطط المدار ·  العناصر المدارية · المعلمات المادية

- (30234) 2000 GD167 على موقع ويكي سكاي: DSS2, SDSS, GALEX, IRAS, Hydrogen α, X-Ray, Astrophoto, Sky Map, Articles and images